# Karel Hemmerechts
Karel Hemmerechts (Grimbergen, 20 oktober 1925 - Strombeek-Bever, 14 oktober 2007) was een Vlaams journalist, radiopresentator en ambtenaar bij de BRTN.

## Biografie
Hij begon zijn journalistieke carrière in 1948 bij de krant De Standaard ten tijde van de koningskwestie. In 1952 stapte hij over naar de openbare radio- en televisieomroep, waar hij tot zijn pensioen in november 1990 zou werken. Aanvankelijk verzorgde Hemmerechts er o.m. de Engelstalige uitzendingen van de Werelddienst. Vanaf 1954 tot 1960 was hij actief als radio- en televisiejournalist. Van 1960 tot 1973 was Hemmerechts directeur van het secretariaat van de Algemene Directie tot Jan De Laet hem opvolgde. In 1973 volgde Hemmerechts Nic Bal op als bestuursdirecteur Informatie van de openbare omroep. Vanaf 1974 tot 1990 was hij de eerste titularis van de Bestuursdirectie Informatie, die de nieuwsuitzendingen van de radio en tv coördineerde. Het leverde hem de titel "nieuwspaus" op. Het was een belangrijke, maar veeleisende baan, en in 1978 kreeg hij een hartinfarct, waarna hij het wat rustiger aan moest doen. In 1990 ging hij met pensioen. Hij overleed in 2007 op 81-jarige leeftijd.
Hemmerechts was een germanist en taalpurist die veel waarde hechtte aan correct en keurig taalgebruik. Hij presenteerde in 1961 daarom taallessen op televisie: "Tele-Taalles". In 1960 zou hij eens tijdens een uitzending het hele televisiejournaal hebben gepresenteerd zonder één keer te haperen en zonder één keer naar zijn notities te kijken.
Hij was de vader van schrijfster Kristien Hemmerechts.

## Selectieve bibliografie
- HEMMERECHTS, Karel, "Elektronische of tv-journalistiek. Wording - werking - weerstanden", De Vroente, Kasterlee, 1970.
- HEMMERECHTS, Karel, "De Magie van Radio en Televisie", Ludion, Gent, 1997.